# Карлтон-Лендінг (Оклахома)
Карлтон-Лендінг (англ. Carlton Landing) — місто (англ. town) в США, в окрузі Піттсбург штату Оклахома. 